# Thổ dân Tasmania
Thổ dân Tasmania (tiếng Palawa kani: Plawa hoặc Pakana) là những người bản địa Úc sinh sống trên đảo Tasmania nằm ở phía nam nước Úc. Trong phần lớn thế kỷ 20, nhiều người rộng rãi, và sai lầm rằng thổ dân Tasmania là một nhóm dân tộc, và văn hóa của họ đã tuyệt chủng do bị những người định cư da trắng cố tình tiêu diệt. Số lượng người gốc thổ dân Tasmania (năm 2016) thay đổi tùy theo các tiêu chí dao động từ 6.000 người đến hơn 23.000 người.
Các ngôn ngữ Tasmania hoàn chỉnh đã bị mất; một số từ tiếng Tasmania nguyên bản vẫn còn sử dụng với người Palawa ở quần đảo Furneaux, và một số nỗ lực để tái tạo lại ngôn ngữ bằng các từ ngữ có sẵn. Ngày nay, khoảng hàng nghìn người sống ở Tasmania tự mô tả mình là thổ dân Tasmania, vì một số phụ nữ Palawa sinh con cho đàn ông châu Âu ở quần đảo Furneaux và lục địa Tasmania.

## Tôn giáo
Thổ dân Tasmania chủ yếu theo Kitô giáo và các Thần thoại và tôn giáo của thổ dân Tasmania